# مسجد آقا، کاشان
مسجد آقا مربوط به دوره پهلوی اول است و در کاشان، محله طاهر و منصور واقع شده و این اثر در تاریخ ۱۳۷۹/۱۲/۲۵ با شمارهٔ ثبت ۳۳۳۴ به‌عنوان یکی از آثار ملی ایران به ثبت رسیده است.